# Timbres et vignettes de grève postale
 (août 2014).
Les figurines émises à l’occasion des grèves postales intriguent et intéressent nombre de collectionneurs. Mais si certains les recherchent indistinctement, sans trop se soucier de la nature exacte de chacune d’entre elles, d’autres les excommunient en bloc, sans distinguer celles qui émanent de services ayant réellement fonctionné en temps de grève, de celles revêtant un caractère purement fictif.
Seule, dans le passé, une étude parue en 1983 dans l’Écho de la Timbrologie avait décortiqué chaque émission antérieure à cette date pour déterminer lesquelles de ces figurines méritaient réellement la qualification de timbres. Depuis, rien n’était paru sur la question jusqu’à de récents articles de Jean Louis Franceschi dans Timbre-Magazine et l'Écho de la Timbrologie, qui sont venus enfin donner, depuis décembre 2005, un inventaire critique et impartial de toutes les émissions de grève, sur la base de trois ans d'enquête approfondie. Depuis une étude a été publiée dans les Feuilles Marcophiles N° 373 et 374 (Juin et Septembre 2018) par M. FRESNEAU Jean-Samuel complétant ce travail.
Il s’est trouvé, par ailleurs, que, depuis 2006, les catalogues successifs Dallay de France, suivis depuis peu par le nouveau Maury 2009, ont présenté la nomenclature la plus étendue et la plus neutre publiée à ce jour des figurines de grève réelles ou prétendues parues en France depuis 1909, mais sans les distinguer entre elles. Puis enfin, le catalogue Yvert, après en être resté depuis un demi-siècle à l'émission de 1953, vient enfin de se décider à mentionner, dans son édition 2010 les autres timbres de grève, mais seulement les véritables, c'est-à-dire ceux "émanant d'organismes auxiliaires de transport de courrier ayant effectivement fonctionné", à deux exceptions près. On utilisera donc ici les numérotations de ces catalogues pour préciser la désignation des différentes figurines évoquées.
Enfin le même Jean-Louis Franceschi a publié deux éditions de son Catalogue spécialisé des figurines et marques de grève françaises, dont la seconde, celle de 2007-2008 améliorée, fait suivre chaque numéro de figurine de la mention rouge sans équivoque de "timbre" ou de "vignette".
C’est à partir de 1899, 1904 et 1906 que des grèves postales survinrent périodiquement en France. Si en ces occasions, les particuliers sans défense furent contraints à subir passivement le fardeau de ces mouvements sociaux, il n’en fut pas de même pour les négociants et producteurs : les grandes pertes provoquées par ces grèves risquaient parfois, en effet, de compromettre la survie de leurs entreprises. Ceux-ci eurent alors généralement recours à leurs chambres de commerce pour faire fonctionner des services postaux de substitution. Ainsi arriva-t-il que certaines de ces chambres utilisent, à cet effet, une ou deux figurines de grève. Ainsi arriva-t-il aussi, mais plus rarement, que d’autres services temporaires totalement improvisés, à la suite de celui des agents de change en 1909, s'instaurent eux aussi, et que certains d'entre eux s'avisent même par la suite d'émettre de tels timbres. 
Tous ces timbres, certes, y compris ceux des chambres de commerce, étaient privés (cf.Timbre privé). Cependant, comme leurs émetteurs s’étaient substitués au service public défaillant de la poste, et comme la présence de ces figurines sur les plis était nécessaire pour que ceux-ci soient transportés, lesdits timbres de grève ont vocation à figurer dans les catalogues nationaux et dans les collections de timbres-poste, au même titre que ceux de la poste officielle.
Mais encore faut-il distinguer soigneusement ces timbres de grève des multiples vignettes pourvues de mentions mensongères, que d’aimables fantaisistes mettent en circulation comme « timbres de grève », alors qu'elle n'ont correspondu, en réalité, à aucun service de transport de courrier. 
C’est pourquoi il convient de distinguer soigneusement :
- les véritables timbres de grève ;
- des «  vignettes de grève », ou « pseudo-timbres de grève ».

## Véritables timbres de grève
Il faut d'abord souligner que les organismes improvisés qui ont transporté du courrier en temps de grève n'ont pu se voir opposer le monopole postal : en effet ce monopole postal n'était que l'accessoire du service public de la poste qu'il visait à protéger dans l'intérêt des administrés. Aussi, chaque fois que la poste a cessé de fonctionner, son monopole s'est-il trouvé automatiquement suspendu jusqu'à la reprise de ce service. Alors a-t-il été loisible à quiconque de mettre en place des services postaux privés de remplacement. Encore appartenait-il même à l'État, responsable de la continuité du service public, de l'encourager. Et rien n'empêchait alors de tels services d'émettre leurs propres timbres privés, si ces derniers les estimaient utiles à leur fonctionnement.

### Naissance des timbres de grève, en 1909
Le premier timbre de grève fut émis lors de la double grève postale de 1909, par l’une des chambres de commerce citées plus haut, celle d’Amiens. Il s’agissait d’une figurine de 10c visant à faire contribuer les usagers de ce service aux frais de transport assumés par cette chambre. Ce timbre, imprimé par la maison Yvert d’Amiens, devait être apposé sur les lettres conjointement avec un timbre de 10c normal correspondant au tarif postal en vigueur (Maury, no 1 et Yvert, no 1).
La figurine d’Amiens était un timbre privé, car, en matière de transport des lettres, les chambres de commerce agissaient en dehors de leur mission d’établissement public fonctionnel, (mission étroitement tenue au principe de spécialité, c'est-à-dire, dans leur cas, au domaine de l’organisation du commerce). C’est donc  seulement en qualité de groupements de particuliers que ces organismes ont pu se substituer en matière postale à la puissance publique défaillante pour rendre service à leurs adhérents.
La chambre d’Amiens qui disposait du concours de deux postiers non grévistes fit oblitérer ses plis par un cachet postal normal. Mais les autres chambres de commerce, dans le cadre de cette grève et des suivantes, oblitérèrent le plus souvent les lettres qui leur étaient confiées, à l’aide de leurs cachets habituels de style commercial.

### Timbres de grève ultérieurs émanant de chambres de commerce
Comme on l’a vu à propos d’Amiens, l’émission éventuelle de timbres de grève par les chambres de commerce ne confère aucun caractère officiel à ces figurines, qui, émises dans le cadre d'un service privé, ne revêtent alors qu'un caractère purement privé. Par conséquent ce qui donne un intérêt particulier auxdites figurines, et les rehausse au niveau des timbres normaux, c’est qu’en période de défaillance du service public de la poste, seule leur présence sur les lettres, et non celle (d’ailleurs inutile) de timbres officiels, conditionne la circulation du courrier. 

#### Timbres de la grève de 1953
En 1953 survint à nouveau une longue grève postale, au cours de laquelle diverses chambres de commerce intervinrent. L’une d’elles, celle d’Orléans, émit alors deux timbres de 10F (dont l’un aurait peut-être été préparé quelques années à l’avance). Ces figurines étaient associées au timbre-poste normal sur les plis expédiés, et toutes deux étaient oblitérées du cachet commercial de la Chambre d’Orléans (Yvert 2010, Grève 
nos 2, 3 et 3A), et Maury 2009, Grève nos 2, 2A et 3).  Quoi qu'il en soit, cette chambre, comme celle d’Amiens en 1909, a réellement transporté le courrier, et dès lors était tout à fait en droit d’émettre ses propres timbres privés pour recouvrer le prix de ce service auprès des expéditeurs.
Car ces timbres revêtaient, comme celui d’Amiens, un caractère purement privé, puisqu'émis dans une action extérieure à la mission d'établissement public de la chambre émettrice. Et ainsi en allait-il être de toutes les figurines de grève ultérieurement émises par les chambres de commerce.
Certes, à Orléans comme à Amiens, l'intention philatélique était patente, mais tel est aussi le cas de plus des 9/10 des timbres officiels émis dans le monde depuis 1900, sans qu’on leur dénie pour autant la qualité de timbres.
Certes ces figurines de grève, tout en étant utiles au service, ne lui étaient pas indispensables. Mais n’en est-il pas de même de tous les timbres-poste officiels, sans lesquels le courrier circulerait aussi bien, (et a aussi bien circulé pendant des siècles), mais nécessiterait pour être expédié de longues heures d’attente aux guichets ?
Il importe donc, pour qu’une figurine de grève soit reconnue comme timbre :
1. que le transport de courrier par son émetteur pendant la grève ait bien eu lieu ;
2. que cette figurine ait été utile à ce service (même si elle ne lui a pas nécessairement été indispensable).

Si ces deux conditions de base, qui se vérifient notamment par la présence de la figurine en question sur des plis ayant effectivement circulé à la date de la grève, ne sont pas remplies, la figurine en question n’est qu’une simple vignette.
Enfin, en 1953 on vit aussi l’apparition de pseudo-timbres de grève, les vignettes de Saumur (Maury 2009, nos 4 à 6), jamais rencontrées sur du véritable courrier de grève. On reviendra plus loin sur ces figurines apocryphes : celles-ci relèvent en effet de la catégorie des vignettes ne correspondant à aucun service de grève, qui seront évoquées plus loin.

#### Timbres de la grève de 1968
Lors de la grève de mai 68, les chambres de commerce se lancèrent à nouveau dans le transport du courrier commercial, et, cette fois, six d’entre elles émirent des timbres privés de grève. Ceux-ci figurent dans le catalogue Maury 2009 Grève, sous les numéros 7 à 13, et dans le catalogue Yvert 2010 Grève, sous les nos 4 à 10. Ils ont été émis par les chambres de commerce de Tarbes (0,50 et 1,00), Épinal (0F, 20), Libourne (0Fr, 50 et 1Fr, 00), Saint-Dié (0F, 10) et Saint-Dizier (10 cent.). Ces timbres, tous privés pour les raisons indiquées plus haut, ont correspondu à un véritable service. Mais la motivation philatélique a gouverné leur émission, de façon plus accentuée encore que précédemment, et ce pour deux raisons :
- les valeurs faciales de ces timbres sont ridicules (de 0F10 à 1F, alors qu’en 1968 le prix de transport d’une lettre tournait autour de  4F), ce qui a permis à quelques initiés d’acheter tous leurs tirages à vil prix.(Cette remarque est à nuancer, le tarif des lettres en 1968 était de 0,30 F pour une lettre jusqu'à 20 gr et de 0,70 F pour une lettre de 20 à 50 gr)
- d’autre part, le courrier commercial transporté par ces quelques chambres émettrices, l’a été indifféremment avec ou sans timbre de grève !

Malgré cela, le service postal de secours fourni par ces chambres ayant été effectif, on peut  reconnaître à leurs figurines la qualité de timbres de grève, même si leur emploi a parfois été facultatif : leur inutilité a alors été en effet comparable à celle de nombreux timbres émis par la poste avec des surtaxes démesurées (1F50+8F50, etc.) etc. en 1928 pour la Caisse d'Amortissement, puis, sous la Seconde Guerre mondiale, sans aucun intérêt pour le transport du courrier, et sans que le statut de timbres de ces figurines, quasi  introuvables sur des plis ayant vraiment circulé, ait été le moins du monde contesté.
Les figurines de grève de 1968 sont donc elles aussi, des timbres-poste, mais des timbres-poste privés (à l'exception peut-être de celles de Libourne, sur le sérieux desquelles plane un doute).
À ce titre, elles ne doivent en aucun cas être confondues, ni avec la vignette « Corse-Continent » parue en 1968, mais après la grève, ni avec d'autres figurines dites de "Paris-Invalides", du "Val de Loire" ou de la "Chambre de Commerce de Roanne", apparues des années plus tard, et qui seront examinées plus loin, en leur qualité de vignettes de grève.
Pendant la grève de 1968, d’autres organismes privés que les chambres de commerce, comme par exemple les British European Airways ont transporté du courrier français vers l’étranger, mais sans qu’aucun d’eux ait émis de timbres.

### Timbres de grève émis par des organismes autres que les chambres de commerce
Divers organismes privés autres que les chambres de commerce ont de longue date assuré le transport du courrier. Leurs plis ayant voyagé sont recherchés.
Mais peu d'entre eux ont émis des timbres de grève, et encore ceux-ci ne l'ont-ils fait qu'à partir de 1971.

#### Timbres de grève de 1971
En raison d'une grève postale survenue au Royaume-Uni, en janvier-février 1971, le monopole des postes y fut officiellement suspendu. (Cette suspension officielle encouragea une quantité très élevée de prétendues « postes privées »  à faire surface et à émettre plusieurs milliers de soi-disant timbres, dont la plupart ne servirent sur lettre qu’en séries complètes). C'est dans ces circonstances que le trafic international de l’Île de Jersey, dont le courrier passait habituellement par les centres de tri britanniques, se trouva bloqué.
C’est alors qu’un agent commercial français nommé Lainé se chargea de ramasser à Jersey le courrier insulaire destiné à l’extérieur, et de le poster en France. Mais, afin de se payer de sa peine, il apposa sur les envois transportés par ses soins ses propres timbres de grève créés de façon artisanale, et ajouta au verso des mêmes plis un cachet rectangulaire de grande dimension. Ce cachet invitait les destinataires à lui en régler le port à la réception, par l’envoi d’un certain nombre de coupons réponses à son adresse en poste restante, au bureau parisien du 28 rue des Écoles. (Quelques-uns des plis de règlement de ces transports privés ont subsisté avec leurs taxations de poste restante et leurs coupons-réponses)
Les figurines de Lainé étaient donc, en quelque sorte, des timbres-taxe de grève.
Ces timbres de 2F40 ou 9F60, (Maury 2009, Grève nos 24 à 26, Yvert 2010, Grève nos 11 à 13 et 12b et Cérès 2006: Courrier International, nos 1 à 3), imprimés au cachet à main et percés en lignes, se rencontrent sur lettres ou fragments de colis, toujours à  l’unité, et associés à des timbres de France ou de Jersey. Du fait de leur mode d'impression rudimentaire, ces figurines comportent de nombreuses variétés intéressantes à étudier.
Un entier postal de grève de 2F40 a également été testé pour la première liaison (cf. Entier postal). Mais, tiré à cinquante exemplaires (Maury Ancien, 1980, Entier de grève no 1), il est resté pratiquement inutilisé en raison de ses dimensions trop réduites pour y introduire les plis des expéditeurs (déjà sous enveloppe lors de leur remise au transporteur). Ses rarissimes exemplaires connus à l'état oblitéré ont été complétés par des timbres de Jersey, conformément aux tarifs en vigueur, comme les autres plis de la première liaison, et tous ont été remis et oblitérés à Paris, le 21 janvier 1971, à la poste de la rue de Saintonge.
Par ailleurs tous les plis ou paquets transportés par Lainé ont reçu à leur dépôt en France, le cachet d'oblitération de l'un des trois bureaux de Paris 103, Paris 05 ou Paris 118, à cinq dates différentes de janvier ou février 1971. La présence de ces cachets postaux de transit variés prouvent que ces plis ont vraiment circulé à l’époque de la grève, et sont bien parvenus en France par plusieurs liaisons successives, avant d'être réexpédiés à des destinations multiples. Par ailleurs, les timbres de grève de Lainé sont plus difficiles à trouver à l’état neuf que sur lettres, ce qui est de bon aloi quant au sérieux de cette émission.
Bien d’autres plis britanniques ont, lors du même conflit social, été transportés par des particuliers et confiés à la poste française, avec ou sans addition de timbres français, notamment à Paris-Invalides (Terminal d’Orly). Mais ces plis tout en étant fort intéressants, n’ont pas comporté, à notre connaissance, de timbres de grève particuliers (autres que parfois certaines figurines de grève britanniques).

#### Timbres de grève de 1974
En novembre 1974 une nouvelle grève postale frappe cette fois la France, et les chambres de commerce se chargent derechef du courrier commercial de leurs adhérents. Mais cette fois elles frappent les lettres qui leur ont été confiées, de cachets postaux normaux. Ainsi leur repérage par les collectionneurs est-il rendu difficile.
Or cette fois, bien que les ‘’véritables’’ chambres de commerce n’aient émis aucun timbre de grève, ceux-ci ont pourtant paru fleurir.
C’est qu’en effet, diverses figurines apparues alors, se sont réclamées de chambres de commerce… inexistantes ! (Maury 2009, n°s 27 à 33, et Cérès n°s 12 à 15). Elles n’ont correspondu qu’à des services fictifs. Ce qui n’a pas empêché certaines d’entre elles de se rencontrer parfois occasionnellement sur des plis ayant circulé…. par protection. On les examinera plus loin, dans le cadre des vignettes ou pseudo-timbres de grève.
En ce qui concerne le courrier des particuliers, rien ne fut prévu, une fois de plus, en 1974, par les autorités postales. C’est pourquoi, à Paris, un nommé Lester se chargea alors, sous l’appellation de « Courrier Familial », de transporter hors de France les plis qui lui étaient confiés. Ainsi les posta-t-il dans deux des bureaux de poste étrangers les plus accessibles depuis la France, ceux de Jersey et de  Bruxelles. À cet effet, il avait distribué dans les hôtels parisiens des prospectus à l’intention des étrangers bloqués en France en y offrant, moyennant finance, de faire parvenir leurs lettres à l’étranger, depuis l’aérogare d’Orly. Ces prospectus, dont quelques-uns ont été retrouvés, comportaient le cachet à date du courrier familial, qui allait servir quelques jours plus tard à oblitérer les figurines de grève mises par Lester à la disposition de ses clients.
L’acquisition préalable de l’un de ses timbres privés, 5F ou 10F sur 5F (Maury 2009, Grève nos 36 à 38B, Yvert 2010, Grève 14 à 17B et Cérès, Courrier international, nos 4 à 6) à apposer sur chaque lettre ou récépissé d’envoi encombrant fut exigée par Lester, pour en assurer le transport.
De rares entiers postaux de grève furent également émis par le Courrier familial: Il s'agît d'un Reçu d'Envoi encombrant de 5F+5F et d'un aérogramme de 5+1Pence + 10F (Maury ancien, 1980, nos 2 et 3). Ce Reçu-entier postal sur lequel étaient apposés 30c en timbres fiscaux (correspondant au droit de timbre sur les quittances du montant le plus réduit), ainsi qu'éventuellement un timbre de grève complémentaire, était remis à chaque expéditeur d'envoi encombrant. Quant à l'aérogramme il était à la disposition des voyageurs de passage à Orly au moment des collectes de courrier, qui voulaient expédier rapidement un mot improvisé à l'étranger. (cf. Entier postal).
Ainsi les timbres et entiers de Lester, s’ils furent, par analogie avec ceux de Lainé de 1971, frappés au cachet à main (avec les inévitables variétés découlant de ce mode d'impression), ont présenté en réalité une grande différence : Les timbres de Lester ont été réglables au départ (Port Payé) et non à l’arrivée, comme ceux de Lainé (Port Dû).
Plusieurs autres grèves postales tant nationales que locales intervinrent par la suite, de 1988 à 1997, mais seules virent alors le jour des vignettes se donnant à tort pour timbres (Maury 2009, nos 39 à 52, et Cérès nos 19 à 23). On en parlera plus loin.

#### Timbres des grèves de Corse de 1995 et 1997
Il reste encore à signaler deux autres émissions de timbres de grève, réalisées à l’occasion de deux conflits sociaux limités à la Corse, en mars 1995 et en 1997.
En mars 1995, à la différence de certaines vignettes de grève précédentes, qui s‘étaient réclamées abusivement de l’Île de Beauté, un timbre noir, et sans valeur faciale, illustré d'une allégorie de la Corse a réellement été émis à Bastia, lors de la grève postale locale de mars 1995. L'émetteur en a été une association culturelle insulaire bien connue, « L’Associu d’Informazione Storicu e Culturale »: Celle-ci se chargea de faire poster sur le continent le courrier qui lui fut confié, moyennant une participation aux frais concrétisée par ce timbre (Maury, 2009, Grève no 53).
Des communiqués avaient paru, auparavant, dans la presse locale, par lesquels avait été annoncée au public l’ouverture de ce service. Ainsi, tous ceux qui le voulurent purent-ils l’utiliser. Les lettres transportées durent alors comporter, en plus du timbre de grève qui nous intéresse, un timbre-poste officiel français ou italien, ou encore un affranchissement mécanique, de façon à être ensuite remis pour acheminement soit à la poste continentale française, soit à la poste italienne.
Puis, en juin 1997, la même association, pour faire face à une nouvelle grève postale, propre elle aussi aux seuls postiers corses, a émis dans des conditions analogues, une figurine locale noire sur jaune de 3F, préparée en 1996, dans un style apparenté à celui de 1995, mais dans un format différent. Se présentant sous la forme d’un triptyque, cette figurine comportait, outre l'Allégorie précédente, une illustration paysagère à sa gauche, et diverses indications à sa droite, ainsi qu’un cartouche vide destiné à l’apposition d’un timbre-poste officiel ou d'un affranchissement mécanique (Maury 2009, Grève, no 54).
Ce timbre privé de 3F a effectivement servi à des transports de courrier, annoncés à l'avance par la presse locale, via le continent (France ou Italie). Mais on la rencontre aussi sur des plis à destination locale, malgré sa mention "Corse-Continent". Ceux-ci sont alors frappés de cachets à date de gare du réseau corse de la SNCF.
Aussi classons nous cette figurine parmi les timbres de grève, malgré le silence inexplicable, à son sujet, du catalogue Dallay, et non parmi les vignettes que l’on va maintenant  passer en revue.

## Vignettes ou pseudo-timbres de grève, n’ayant correspondu à aucun transport de courrier
À la différence des véritables timbres de grève, d'autres figurines ont été « émises », on l’a vu, soit au titre de services postaux de grève ne les ayant jamais utilisées, soit, parfois même, n’ayant jamais existé.
Ces figurines, n'ayant correspondu à aucun transport réel de courrier en temps de grève, ne sont donc que de simples vignettes (ce qui n'interdit pas de les collectionner, mais en tant que telles). (cf. Vignette)

### Mentions abusives des vignettes de grève
Comme les trois premiers véritables timbres de grève français avaient été émis par des chambres de commerce, certains spécialistes d’émissions douteuses (dont deux semblaient s'être déjà fait la main avec des surcharges de la Libération ou de la Base atlantique italienne), s’imaginèrent que seules les chambres de commerce pouvaient émettre des timbres en cas de grève postale.
Ce faisant, il se trompaient lourdement, puisque, en temps de grève postale, le monopole qui n’est qu’un accessoire du service, s’interrompt automatiquement, comme on l’a déjà indiqué plus haut. Si bien que n’importe quel particulier peut alors valablement créer un service de transport de courrier, pour suppléer le service public défaillant, et, à ce titre émettre de véritables timbres.
En réalité, comme on l’a déjà souligné plus haut, les seules véritables conditions pour qu’une figurine de grève soit un timbre étaient que le service correspondant ait vraiment eu lieu, et que la figurine considérée ait été utile au service (ce qui peut parfois se vérifier de visu, lorsque les lettres de grève sont revêtues d’oblitérations étrangères ou de fin de grève prouvant que  ces plis et leurs  timbres ont vraiment circulé lors du  conflit concerné).
Quoi qu’il en soit, ces émetteurs abusifs, qui n’avaient pas daigné s’informer sérieusement de la question, se sont crus obligés de mentionner coûte que coûte, sur leurs productions douteuses, le nom d’une chambre de commerce. Et pour faire plus fort, ils ont même souvent repris la mention « taxe d’acheminement » utilisée par la chambre de commerce d’Orléans en 1953 (à tort, puisqu’en matière postale, cette chambre ne pouvait agir qu’à titre privé, et donc ne pouvait pas lever une taxe).
Ce faisant, il paraît évident qu'ils ont cherché à tromper les collectionneurs non avertis sur la nature de leurs productions, afin de faire passer auprès de ceux-ci, leurs morceaux de papier pour des figurines émises par la puissance publique ou l’un de ses concessionnaires, seuls qualifiés en France pour recouvrer des "taxes".

### Succession des vignettes de grève
De telles vignettes sont apparues à la faveur de chaque grève postale, depuis 1953, mais, avant de les examiner, il faut en signaler deux précurseurs apparus à l'occasion des grèves de 1907 et 1909 :

#### Précurseurs de 1907 et 1909
Des précurseurs de ces timbres apocryphes ont vu le jour à propos des grèves de 1907 et 1909, mais dans un esprit semble-t-il plutôt humoristique:
- En ce qui concerne la Grève des postes de 1907 on connait, sur une lettre à en-tête des "Libres penseurs de Narbonne" (associé à un symbole maçonnique), une vignette rose surchargée "TAXE/ 0 25 c" et oblitérée d'un cachet ovale illisible. En outre cette enveloppe comporte à sa gauche une griffe noire "État de siège/ de Narbonne/ juin 1907".
- En ce qui concerne la Grève des postes de 1909, on a retrouvé une  enveloppe du même genre à en tête du syndicat C.G.T. des ouvriers du Bâtiment de Narbonne, avec une vignette de cotisation syndicale revêtue d'une surcharge rouge identique à celle de 1907: "Grève des PTT/.../ ..../ TAXE/ 0 25 c". Cette enveloppe comporte à sa gauche une griffe "Service SP des/Correspondances". La surcharge "Taxe/0 25c" ayant été frappée à cheval sur la vignette et sur l'enveloppe, le catalogue Franceschi a classé cette enveloppe comme entier postal de grève.
Visiblement un philatéliste est intervenu dans la réalisation de ces deux documents, dont on n'a aucune preuve qu'ils aient effectivement circulé, ni même qu'ils aient été réalisés aux dates mentionnées. D'ailleurs l'une de ces enveloppes, celle se référant à la grève de 1909, est connue non adressée.

#### Pseudo-timbres de grève de 1953
C’est en 1953 que l’on vit apparaître les premiers "timbres" de grève apocryphes: les vignettes dites de Saumur de 5F, 12F et 15F (Maury 2009, nos 4 à 6, et Cérès 2006, n°s 4A à 4C), jamais rencontrées sur quelque courrier de grève que ce soit. En outre, non seulement ces étiquettes n’ont correspondu à aucun service de courrier, mais, de surcroît, elles sont truffées de mentions mensongères :
- « Chambre de commerce / Saumur » (alors que ladite chambre n’a absolument rien eu à voir avec leur production),
- « Service postal routier », et
- « Avion postal militaire (sic !!!) ».

Ces vignettes, se rencontrent toujours en bandes de trois se tenant, sur les fonds de couleur les plus variés.
D'autres vignettes de Saumur, celles-ci illustrées, avec mentions "Ch. de Commerce" et "Poste restante privée"(sic!) (Cat. Spécialisé Franceschi, nos 9 à 12) ont également vu le jour, en cette circonstance.
Quoi qu’il en soit, ces figurines ont inauguré une nouvelle catégorie d’émissions de grève, celle des vignettes de grève apocryphes n’ayant correspondu à aucun service, et donc n’ayant jamais été utilisées.

#### Pseudo timbres de grève de 1968
De nouvelles figurines « de grève » apocryphes furent émises à l’occasion de la grève postale de 1968 :
Il s’agît en premier lieu de la vignette de 0,50 « Corse-Continent ». Celle-ci comporte la mention mensongère « taxe d’acheminement », alors qu’elle avait été imaginée et imprimée par des particuliers, évidemment inaptes à lever quelque taxe que ce soit. Elle ne porte certes pas la mention « Chambre de Commerce », mais n’en fut pas moins faussement attribuée à la celle d’Ajaccio, bien qu'elle ait imprimée à son insu. Il semble même que le registre des délibérations de cet organisme ait été trafiqué après coup pour officialiser cette vignette douteuse (Maury 2009, no 15, et Cérès 2006, n°11A).
De plus, cette vignette préparée sur le continent ne fut introduite en Corse qu’après la fin de la grève. Elle n’avait donc correspondu à aucun service, ladite grève étant terminée. D’ailleurs aucune lettre sérieuse n’en est connue, puisque même celles censées passées par l’Italie ne portent aucun cachet postal de ce pays, dont pourtant les postes fonctionnaient.
Il semble qu'un doute plane aussi sur les deux figurines de 0,50 Fr et 1,00 Fr de Libourne (Maury 2009, Grève nos 10 et 11, et Cérès, nos 7 et 8) dont il semblerait quelles aient vu le jour sans  l'accord de la chambre de commerce de référence.  Mais faute de certitude à ce sujet, on les a laissées figurer parmi les timbres de grève, jusqu'à plus ample informé.
D’autres figurines de grève supposées préparées en 1968, mais n’ayant jamais circulé, sont signalées par Dallay : Celles de "Paris-Invalides" (Maury 2009, Grève, nos 16 et 17) censées destinées au courrier international, qui s’en est bien passé, Celle du Bas-Rhin (Maury 2009, Grève, 18 et 18A) et celles du "Val de Loire" (Maury 2009, Grève, no 19 à 21A) ornées de grappes de raisin. 
Il s'y ajoute la vignette de 30c noir sur jaune, dite "de la Chambre de Commerce de Roanne" (Maury 2009, Grève, no 14, et Cérès grève, no 11), dont des quantités sont offertes sur le marché, en feuilles, blocs ou tête-bêche.
L’originalité de plusieurs de ces dernières vignettes est que, à la différence de celles citées plus haut, personne n’en avait entendu parler, ni en 1968, ni des années après, au point que le catalogue Maury de 1980, qui se faisait alors un plaisir de cataloguer toutes les bizarreries para-postales, ne les avait pas mentionnées.

#### Pseudo timbres de grève de 1974
En 1974 une véritable rafale de vignettes « de grève »  s'est abattue sur le marché philatélique, dont certaines au nom de prétendues chambres de commerce … qui n’existaient pas, avec la mensongère et désormais inévitable mention « Taxe d’acheminement ». Ces vignettes, toutes de 1Fr, 00, correspondent donc à des services fictifs, même si certaines d’entre elles se rencontrent sur des plis ayant circulé « par protection » et (ou) par le biais d’une autre chambre de commerce. Elles sont censées avoir été émises par les prétendues chambres de commerce de Royan et Sainte-Foy-la-Grande, auxquelles sont venues s’adjoindre par la suite, et longtemps après la grève, des vignettes identiques se réclamant, elles, des véritables chambres de Bergerac et de Périgueux (Maury 2009, nos 27 à 33, et Cérès, 2006, nos 12 à 15). Encore les trois dernières de ces vignettes (Maury 2009, nos 31 à 33) n’ont-elles fait surface que longtemps après 1974.
À côté de ces impostures flagrantes, deux autres figurines de 2F et 1F, du moins humoristiques, ont vu le jour en 1974 à Lyon, et représentent Guignol et Gnafron (Maury, 2009, nos 34 à 35 et Cérès 2006, nos 16 et 17). Elles portent certes, elles aussi, la mention fallacieuse « Taxe d’acheminement », mais n’apparaissent sur lettres que revêtues du cachet d’un syndicat de marchands de timbres, d’ailleurs lui-même fantôme. Il est curieux que cette émission, blaguant ostensiblement les timbres de grève, ait finalement été prise au sérieux par nombre de collectionneurs, et inscrite dans les catalogues.
L’exemple de ces vignettes humoristiques a ultérieurement été suivi par d’autres étiquettes sommairement illustrées, censées émises pour des îlots inhabités du Rhône, l’île Barbe et l’île Roy. L’absence de mention au catalogue Dallay de ces figurines fantaisistes, libellées dans des monnaies imaginaires, est tout à fait justifiée, et dispense d’en dire davantage. Leur liste complète n'en est cependant donnée, en tant que vignettes, que par le Catalogue spécialisé Franceschi, dans sa seconde édition de 2007-2008.

#### Pseudo timbres de grève de 1988
Par la suite, plusieurs autres émissions dites « de grève » ont vu le jour, en 1988, à l’occasion de grèves postales tant nationales que locales. Ces vignettes, toutes sans valeur faciale, sauf celles de Lyon (2F, 3F et 4F), sont apparues en 1988 à Reims, … pour un « encombrement postal à Paris » (sic !), ainsi qu’à Lyon et à Marseille (Maury, 2009, nos 39 à 50, et Cérès, 2006, nos 19 à 23).

#### Pseudo timbres pseudo «corses» de 1988-89
D’autres vignettes, de très grand format, deux de 2F et deux de 2F20, censées correspondre à une grève propre à la Corse, ont, elles aussi, été mises en circulation en 1988, affublées de diverses évocations thématiques (pêle-mêle Fusées, Napoléon et Rotary) (Dallay 2007-2008, nos 47 à 50). Mais elles ne sont jamais sorties de Nice (ou un plaisantin les a conçues et imprimées), autrement que via le marché philatélique. Le même a récidivé en 1989 pour commémorer la Révolution française, en produisant une nouvelle vignette pseudo-corse, sans valeur faciale (Maury, 2009, no 51).

#### Pseudo timbre de grève parisien de 1993
Il faut encore ajouter à ces prétendus timbres une vignette sans valeur faciale relative à une grève parisienne de 1993 (Dallay, 2007-2008, no 52).
Ainsi, tous les pseudo timbres relevés ci-dessus, indépendamment de leurs mentions mensongères, n’ont correspondu à aucun service. Ils relèvent, de ce seul fait, de la catégorie des vignettes. Ils devraient donc, sinon disparaître des catalogues de timbres-poste, du moins y être catalogués à part.
Certes rien n’empêche les philatélistes, s’ils le désirent, de collectionner outre les véritables timbres de grève, toutes les vignettes relatives à ce thème. Elles portent en effet témoignage, tout comme les véritables timbres de grève, de l'histoire des conflits sociaux successifs qui ont ébranlé, depuis les années 1900, la continuité du service postal.
Mais, encore faut-il que, même alors, les collectionneurs qui s'y intéressent soient enfin éclairés sur la véritable nature de chacune d’entre elles, et sachent distinguer parmi celles-ci les timbres des simple vignettes, pour faire leurs choix en connaissance de cause. Tel a été le but de la présente étude.

### Catalogues généraux
- Maury(- Nouveau), Catalogue de timbres de France, p. 1319 à 1323, Paris, 2009.
- Yvert et Tellier, Catalogue mondial de cotations: Tome 1, Timbres de France, p. 752 à 754, Amiens, 2010.
- Dallay, Catalogue de cotation des Timbres de France, p. 665 à 668, Paris, 2007-2008.
- Cérès, Catalogue des Timbres de France, p. 540 à 542, Paris, 2006.
- Maury(- Ancien) Catalogue des Timbres-poste de France, p. 160 à 162, Paris 1980.

### Catalogue spécialisé des timbres et vignettes de grève
- Franceschi, Catalogue de cotations des figurines et marques de grève de France, Luri, 2e Édition, 116 pages, 2007-2008.

(Catalogue spécialisé, incluant les entiers postaux de grève. Édité et vendu, pour le prix de 21€, chez l'auteur, Jean-Louis Franceschi, Poggio, 20228 - Luri).

### Études spécialisées récentes
- Jean-Louis Franceschi, Les timbres de Grève, article paru dans Timbres magazine, Paris, décembre 2005.
- Jean-Louis Franceschi, Des timbres à redécouvrir, les timbres de Grève, article paru dans L'Écho de la timbrologie, Paris, octobre 2006.
- Yves Maxime Danan, Approche critique des véritables et des prétendus timbres de grève, article paru dans La Philatélie Française, Paris, septembre-octobre 2008.
- Yves Maxime Danan, La circulation du courrier, test sans appel de la réalité des timbres de grève", Paris, Timbres magazine, Février 2010.
- Philomax, Les entiers postaux de grève", Timbres magazine, Paris, octobre  2008.

Paris,

### Études spécialisées anciennes
- Yves Maxime Danan, Monopole postal et Timbres de grève, articles parus dans L'Écho de la timbrologie, Amiens, mars à septembre 1983.
- Gérard Désarnaud, Timbres de grève franco-jersiais de janvier 1971, Le Monde des philatélistes, brochure no 168, Paris, 1974.
- Gérard Désarnaud, L’acheminement du courrier par les chambres de commerce, pendant les grèves de mai-juin 1968, Le Monde des philatélistes, brochure no 111, Paris, 1969.
- J. Dumont, Entiers postaux de grève, L’Entier Postal no 19, A.C.E.P., Paris, 1987.
- George Rosen, Catalogue of British postal strike stamps, BLSC, Publishing co., Londres, 1971.

N.B. Sur les origines historiques des premières grèves postales voir :
- Frédéric Pacoud, Naissance du syndicalisme postal, Mémoire de maîtrise, Université de Lyon II, Lyon, 1997.

### Revue spécialisée
- Grèves et Philatélie: Nouveau Bulletin philatélique, spécialisé dans l'étude des figurines de grève (Timbres, comme vignettes) et du courrier de grève, 10 numéros parus (Nos 0, 1, 2, 3, 4, 5, 6, 7, 8 et 9) (Publication éditée et vendue, chez son rédacteur, M. Jean-Louis Franceschi, Poggio, 20228 - Luri).